# ヴィッラフランカの戦い (1744年)
ヴィッラフランカの戦い（ヴィッラフランカのたたかい、英語: Battle of Villafranca）はオーストリア継承戦争中の1744年4月20日、スペイン軍とフランス軍がサルデーニャ王国に進軍した結果おきた戦闘である。イギリス＝サルデーニャ連合軍の防御陣地への攻撃は失敗に終わったが、守備側も大損害を受けたためイギリス＝サルデーニャ連合軍は2日後の4月22日にヴィッラフランカ港から撤退した。

## イタリアの戦況
1744年のイタリア戦役は、スペインにとって散々だった。南ではモンテマール公爵がオーストリア軍の攻勢で後退を続け、ナポリ王国が脅かされるほどとなった。地中海の制海権を握ったイギリスは海軍の力をもってスペインの海上輸送を妨害、ジェノヴァを封鎖した。スイスも軍の通過を拒否して国境を閉鎖した。フェリペ王子の軍勢は同盟国フランスを通過してサヴォイアを簡単に征服したが、補給がなくサルデーニャ軍のいるアルプス山脈への進軍ができなかった。
2月22日、フランス＝スペインの連合艦隊がトゥーロンの海戦でイギリス艦隊に勝利した。マシューズ提督の艦隊が撤退したことで、フランスとスペインは一時的に制海権を奪った。フェリペ王子の軍勢は補給をふんだんと受け取り、続いてコンティ公ルイ・フランソワ1世率いるフランス軍2万人はフェリペの軍勢2万人と合流、ロンバルディアに強行軍して南にいるスペイン軍と合流しようとした。
4月1日、連合軍はヴァル川を渡って無抵抗のニースに入城した。ヴィッラフランカはその隣にあった。

## 戦闘
サルデーニャ王カルロ・エマヌエーレ3世の弟スーザ侯爵ヴィットーリオ・フランチェスコ・フィリッポ・ディ・サヴォイア率いるサルデーニャ軍はヴィッラフランカの高地に布陣した。敵が侵攻してくるにはサルデーニャ軍の砲火に晒されつつ絶壁を登らなければならなかった。港にあるイギリス船11隻から降ろされた大砲80門が砲台11門に配備された。サルデーニャ軍は歩兵14個大隊であった。
一方、マシューズ提督は戻ってきて、イギリス正規軍、海兵隊、砲兵隊などを上陸させてサルデーニャの守備を強化させた。イギリスの派遣軍は高地でサルデーニャ軍と合流した。ヴォルテールは後に、「アルプスですら、私たちと戦うイギリス人が見つけられる」と嘆いた。
コンティ公は4月14日に攻撃を開始したが、嵐で中止した。その後、彼は4月19日から20日にかけての夜にヴィッラフランカの陣地に対する強襲を仕掛けた。初期の攻撃ではフランス軍とスペイン軍が大成功をおさめ、サルデーニャ軍の5個大隊を捕虜にしたが壊滅させた。サルデーニャ軍の指揮官スーザ侯爵自身も捕虜になり、副官のチンザノ（Cinzano）が代わって指揮を執ったほどであった。フランス軍とスペイン軍は続いてモント・グロス（Mont Gros）、モント・ルージェ（Mont Rouge）、モント・リューゼ（Mont Leuze）など守備の要地の占領に移ったが、チンザノの指揮するサルデーニャ軍に撃退された。特にサルデーニャが雇ったスイスのカルベルマッテン連隊（Kalbermatten）はモント・リューゼの維持に活躍した。16時までにサルデーニャ軍は立ち直り、一方コンティ公は攻撃に使える軍勢を使い果たしてしまった。チンザノは擲弾兵部隊などに命じてヴィッラフランカを強襲、奪回させたこともあり、ニースまでの通路を確保した。夜にはサルデーニャ軍は朝の時点と同じ陣地に戻った。

## その後
守備軍は大損害を受けた。死傷者が1千人以上で捕虜も1,500人出したのに対し、スペイン＝フランス連合軍の損害は3千人以下で、捕虜は433人だった。戦闘に適する兵士が約5千人しかなかったため、チンザノはイギリス艦隊の助けを借りてヴィッラフランカを放棄した。4月21日夜、ヴィッラフランカの駐留軍はイギリス船4隻の護衛を受けた船33隻に乗船、翌朝に出航した。チンザノはヴィッラフランカの城塞に駐留軍340人を残留させたが、4月27日に降伏している。コンティ公はリグーリア海岸の征服には数か月かかると考え、7月にアルプス攻略を選び、イタリア前線の突破とクーネオの包囲（カステルデルフィーノの戦い）という結果をもたらした。